# Oceanodroma castro

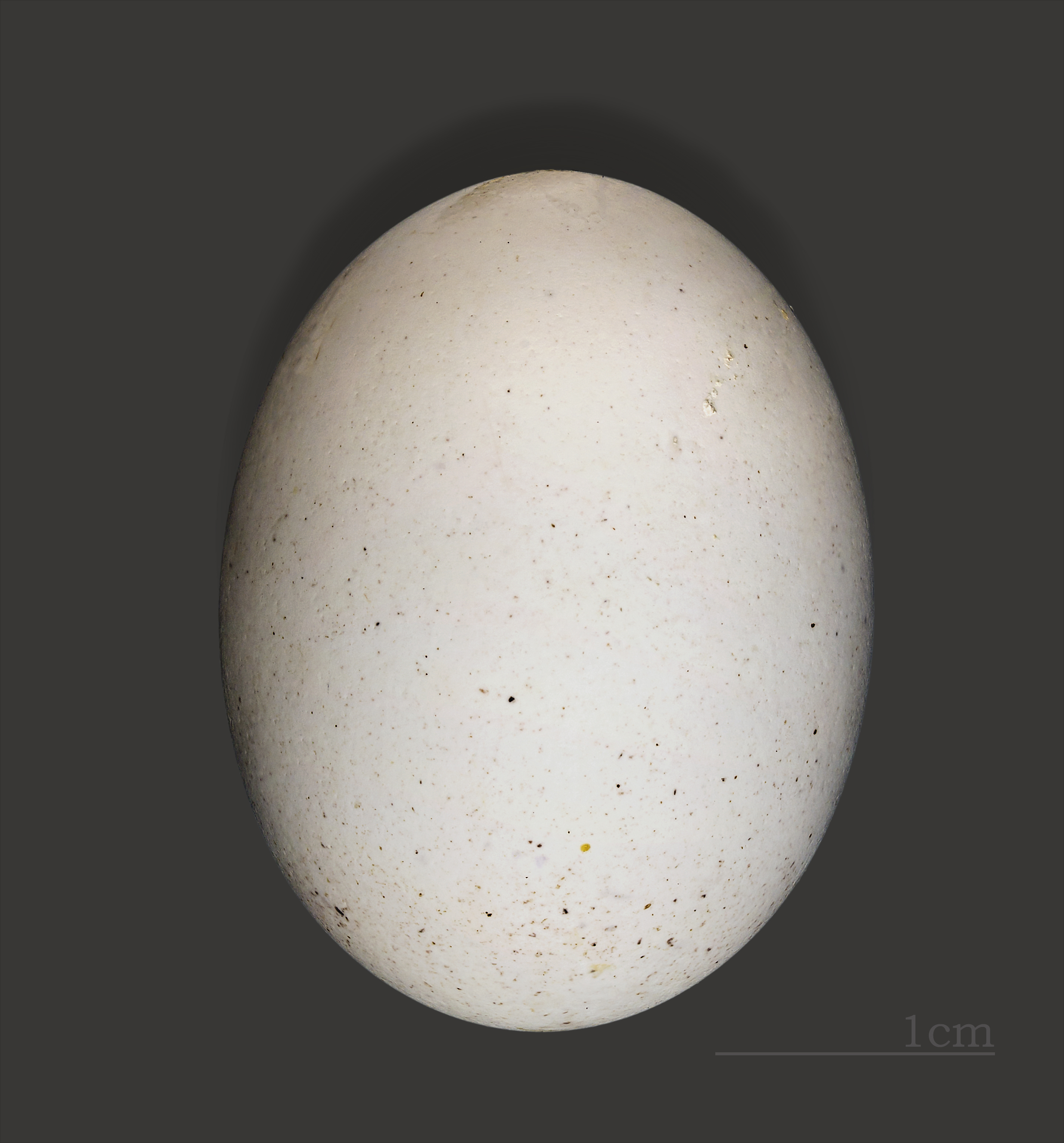
Trứng.

Oceanodroma castro là một loài chim trong họ Hydrobatidae.